# ISO 3166-2:KY
Pour un article plus général, voir ISO 3166-2.
 (août 2024).

Îles Caïmans

ISO 3166-2:KY est l'entrée pour les Îles Caïmans dans l'ISO 3166-2, qui fait partie du standard ISO 3166, publié par l'Organisation internationale de normalisation (ISO), et qui définit des codes pour les noms des principales administration territoriales (e.g. provinces ou États fédérés) pour tous les pays ayant un code ISO 3166-1.
Les Îles Caïmans sont un territoire britannique d'outre-mer sous souveraineté du Royaume-Uni.
Actuellement aucun code ISO 3166-2 n'est défini pour les Caïmans.
Les Îles Caïmans sont officiellement assignées au code ISO 3166-1 alpha-2 KY. En phonétique, les deux lettres forment le premier diphtongue de Cayman Islands.